# Jan Østervold
Jan Østervold (Austevoll, 8 de dezembro de 1876 — Nova Iorque, 9 de janeiro de 1945) foi um velejador norueguês, campeão olímpico. Ele competiu nos Jogos Olímpicos de Verão de 1920 na classe 12 Metre e conquistou a medalha de ouro na disputa realizada segundo as regras de 1907 a bordo do Atlanta com Henrik Østervold, Halvor Birkeland, Rasmus Birkeland, Lauritz Christiansen, Hans Næss, Halvor Møgster, Kristian Østervold e Ole Østervold.